# Sima (Getränk)

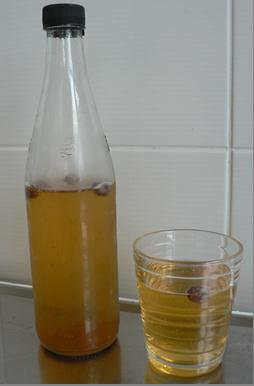
Trinkfertiger Sima

Sima ist ursprünglich Met, ein alkoholisches Getränk aus Honig und Wasser. Heutzutage wird das Getränk jedoch meist nicht mehr aus Honig hergestellt und mit nur geringer Gärung, sodass es ein nur leicht alkoholisches Erfrischungsgetränk ist. Es wird aus Wasser, braunem und/oder weißem Zucker, Hefe, Zitronen und Rosinen hergestellt. Sima ist das traditionelle Getränk zum finnischen Vappu (Tag der Arbeit, 1. Mai), ein Fest des Frühlings, der Studenten und der Arbeiter. Außer an Vappu gibt es derart Selbstgebrautes auch als Sommer- und Festgetränk.

## Wortherkunft
Das finnische Wort Sima ist ein Synonym für Mesi (dtsch. Met) und hat vermutlich eine germanische Herkunft. Die Wörter Sima und Mesi wurden in alten finnischen Volksgeschichten als Synonyme für Honig oder Nektar verwendet (Häkkinen 2011).
Sima als Name eines Getränks wurde in allgemeinen Gebrauch genommen und verbreitet, nachdem Elias Lönnrot  das Wort Sima in einem Wörterbuch (1847) veröffentlichte.

## Geschichte
Das heutige, süße Sima-Getränk gibt es wohl seit dem 18. Jahrhundert in Finnland, zuerst in Herrenhäusern. Zucker und Honig waren damals teuer und daher konnten nur Wohlhabende Sima genießen. Erst recht spät, nachdem Zucker und Honig keine Luxuswaren mehr waren, wurde Sima ein für alle erschwingliches und beliebtes Getränk in Finnland.

## Herstellung und Varianten
Eine allgemeine Fertigungsmenge  traditionellen Simas beträgt rund 10 Liter. Die Fertigstellung dauert normalerweise circa eine Woche. Zuerst gibt man die beiden Zuckerarten in einen großen Kochtopf oder Eimer. Dann kocht man einen Teil des Wassers und gießt es auf den Zucker. Danach werden Schale und Fleisch der Zitronen dazugegeben. Die weiße Schicht zwischen gelber Schale und Fruchtfleisch wird meist weggelassen, weil sie bitter schmeckt. Der Rest des Wassers wird kalt dem Gemisch hinzugefügt. Schließlich gibt man die Hefe zum handwarmen Wasser und lässt das Getränk bei Zimmertemperatur ein bis zwei Tage gären. Danach schöpft man die Zitronenstücke ab und füllt das Getränk mit jeweils einem Teelöffel Zucker und ein paar Rosinen in Flaschen. Anschließend lagert man das Getränk ein bis zwei Wochen im Kühlschrank. Das Getränk ist fertig, wenn die Rosinen an die Oberfläche steigen. Sima sollte kalt serviert werden.
Es gibt auch verschiedene Varianten von Sima, wie Rhabarber-, Beeren-, Ingwer- und Löwenzahnblütensima. Louhisaaren juoma ist ein Sima-Getränk aus den Blättern der Schwarzen Johannisbeere.

## Alkoholgehalt
Im Vergleich zum deutschen Met hat Sima einen sehr niedrigen Alkoholgehalt von etwa einem Volumenprozent (1 Vol.-%). Der Alkoholgehalt von industriell hergestellten Sima-Getränken liegt generell zwischen 0,5 und 0,8  Vol.-%. Es gibt auch industriellen, alkoholfreien Sima. Wird Sima traditionell hergestellt, mit einer geringen Menge Hefe und einer Gärdauer von einem Tag, ist Sima für Kinder unbedenklich. Durch eine längere Gärdauer und größere Hefezugabe erhöht sich der Alkoholgehalt. Laut finnischem Gesetz darf man Minderjährigen keine Getränke verkaufen, wenn der Alkoholgehalt mehr als 1,2 Vol.-% beträgt. Trotzdem verfolgen die meisten großen Handelsketten in Finnland eine strikte Linie und verkaufen Minderjährigen nur solche Getränke, die überhaupt keinen Alkohol enthalten.